# Gerarchia BBGKY
In fisica statistica, la gerarchia BBGKY (gerarchia Bogoljubov-Born-Green-Kirkwood-Yvon, a volte chiamata gerarchia Bogoljubov) è un insieme di equazioni che descrivono la dinamica di un sistema composto da un gran numero di particelle interagenti. L'equazione per determinare la funzione di distribuzione a s particelle (funzione di densità di probabilità) nella gerarchia BBGKY include la funzione di distribuzione a (s+1) particelle, formando così una catena di equazioni accoppiate. Questo risultato teorico formale prende il nome da Nikolaj Bogoljubov, Max Born, Herbert S. Green, John Gamble Kirkwood e Jacques Yvon.

## Formulazione
L'evoluzione di un sistema di N particelle, in assenza di fluttuazioni quantistiche, è data dall'equazione di Liouville per la funzione densità di probabilità {\displaystyle f_{N}=f_{N}(\mathbf {q} _{1}\dots \mathbf {q} _{N},\mathbf {p} _{1}\dots \mathbf {p} _{N},t)} nello spazio delle fasi a 6N dimensioni (3 coordinate spaziali e 3 coordinate di quantità di moto per ogni particella)
{\displaystyle {\frac {\partial f_{N}}{\partial t}}+\sum _{i=1}^{N}{\frac {\mathbf {p} _{i}}{m}}{\frac {\partial f_{N}}{\partial \mathbf {q} _{i}}}+\sum _{i=1}^{N}\mathbf {F} _{i}{\frac {\partial f_{N}}{\partial \mathbf {p} _{i}}}=0,}
dove {\displaystyle \mathbf {q} _{i},\mathbf {p} _{i}} sono le coordinate e il momento per l'{\displaystyle i}-esima particella con massa {\displaystyle m}, e la forza netta che agisce sull'{\displaystyle i}-esima particella è
{\displaystyle \mathbf {F} _{i}=-\sum _{j=1\neq i}^{N}{\frac {\partial \Phi _{ij}}{\partial \mathbf {q} _{i}}}-{\frac {\partial \Phi _{i}^{\text{ext}}}{\partial \mathbf {q} _{i}}},}
dove {\displaystyle \Phi _{ij}(\mathbf {q} _{i},\mathbf {q} _{j})} è il potenziale di interazione di coppia tra particelle e {\displaystyle \Phi ^{\text{ext}}(\mathbf {q} _{i})} è il potenziale associato a un campo esterno. Integrando su una parte delle variabili, l'equazione di Liouville può essere trasformata in una catena di equazioni, in cui la prima equazione collega l'evoluzione della funzione densità di probabilità a una particella con la funzione densità di probabilità a due particelle, la seconda equazione collega la funzione densità probabilità a due particelle con la funzione densità di probabilità a tre particelle, e in generale l'equazione s-esima collega la funzione densità di probabilità a s particelle
{\displaystyle f_{s}(\mathbf {q} _{1}\dots \mathbf {q} _{s},\mathbf {p} _{1}\dots \mathbf {p} _{s},t)=\int f_{N}(\mathbf {q} _{1}\dots \mathbf {q} _{N},\mathbf {p} _{1}\dots \mathbf {p} _{N},t)\,d\mathbf {q} _{s+1}\dots d\mathbf {q} _{N}\,d\mathbf {p} _{s+1}\dots d\mathbf {p} _{N}}
con la funzione densità di probabilità a (s+1) particelle:
{\displaystyle {\frac {\partial f_{s}}{\partial t}}+\sum _{i=1}^{s}{\frac {\mathbf {p} _{i}}{m}}{\frac {\partial f_{s}}{\partial \mathbf {q} _{i}}}-\sum _{i=1}^{s}\left(\sum _{j=1\neq i}^{s}{\frac {\partial \Phi _{ij}}{\partial \mathbf {q} _{i}}}+{\frac {\partial \Phi _{i}^{ext}}{\partial \mathbf {q} _{i}}}\right){\frac {\partial f_{s}}{\partial \mathbf {p} _{i}}}=(N-s)\sum _{i=1}^{s}\int {\frac {\partial \Phi _{i\,s+1}}{\partial \mathbf {q} _{i}}}{\frac {\partial f_{s+1}}{\partial \mathbf {p} _{i}}}\,d\mathbf {q} _{s+1}\,d\mathbf {p} _{s+1}.}
L'equazione precedente per la funzione di distribuzione a s particelle è ottenuta integrando l'equazione di Liouville sulle variabili {\displaystyle \mathbf {q} _{s+1}\dots \mathbf {q} _{N},\mathbf {p} _{s+1}\dots \mathbf {p} _{N}}. Il problema con l'equazione precedente è che non è chiusa. Risolvere {\displaystyle f_{s}}, richiede conoscere {\displaystyle f_{s+1}}, che a sua volta richiede di risolvere {\displaystyle f_{s+2}} e fino all'equazione completa di Liouville. Tuttavia, si può pensare di risolvere {\displaystyle f_{s}}, se si riesce a costruire un modello per {\displaystyle f_{s+1}}. Uno di questi casi è l'equazione di Boltzmann per {\displaystyle f_{1}(\mathbf {q} _{1},\mathbf {p} _{1},t)}, dove {\displaystyle f_{2}(\mathbf {q} _{1},\mathbf {q} _{2},\mathbf {p} _{1},\mathbf {p} _{2},t)} è costruita sulla base dell'ipotesi del caos molecolare (Stosszahlansatz). Infatti, nell'equazione di Boltzmann {\displaystyle f_{2}=f_{2}(\mathbf {p} _{1},\mathbf {p_{2}} ,t)} è l'integrale di collisione. Questo processo limitante per ottenere l'equazione di Boltzmann dall'equazione di Liouville è noto come limite di Boltzmann-Grad.

## Interpretazione fisica e applicazioni
Schematicamente, l'equazione di Liouville ci fornisce l'evoluzione temporale per il tutto sistema di {\displaystyle N} particelle nella forma {\displaystyle Df_{N}=0}, che esprime un flusso incomprimibile della densità di probabilità nello spazio delle fasi. Definiamo quindi le funzioni di distribuzione ridotte in modo incrementale integrando i gradi di libertà di un'altra particella {\textstyle f_{s}\sim \int f_{s+1}}. Un'equazione nella gerarchia BBGKY ci dice che l'evoluzione del tempo per una certa {\displaystyle f_{s}} è di conseguenza data da un'equazione simile a quella di Liouville, ma con un termine di correzione che rappresenta l'influenza delle {\displaystyle N-s} particelle soppresse.
{\displaystyle Df_{s}\propto {\text{div}}_{\mathbf {p} }\langle {\text{grad}}_{\mathbf {q} }\Phi _{i,s+1}\rangle _{f_{s+1}}.}
Il problema di risolvere la gerarchia di equazioni BBGKY è difficile quanto la risoluzione dell'equazione di Liouville originale, ma è possibile realizzare facilmente approssimazioni per la gerarchia BBGKY (che consente il troncamento della catena in un sistema finito di equazioni). Il merito di queste equazioni è che le funzioni distribuzione di ordine superiore {\displaystyle f_{s+2},f_{s+3},\dots } influenzano l'evoluzione temporale di {\displaystyle f_{s}} solo implicitamente, tramite {\displaystyle f_{s+1}.} Il troncamento della catena BBGKY è un punto di partenza comune per molte applicazioni della teoria cinetica, e può essere utilizzato per la derivazione di equazioni cinetiche classiche o quantistiche. In particolare, il troncamento alla prima equazione o alle prime due equazioni può essere utilizzato per derivare le equazioni di Boltzmann classiche e quantistiche e le correzioni del primo ordine alle equazioni di Boltzmann. Altre approssimazioni, come l'ipotesi che la funzione di probabilità di densità dipenda solo dalla distanza relativa tra le particelle o l'assunzione del regime idrodinamico, possono anch'esse rendere accessibile la soluzione della catena BBGKY.

## Storia delle ricerche
Le funzioni di distribuzione a s particelle furono introdotte in meccanica statistica classica da J. Yvon nel 1935. La gerarchia BBGKY delle equazioni per le funzioni di distribuzione a s particelle fu scritta, e applicata alla derivazione delle equazioni cinetiche, da Bogoljubov nell'articolo ricevuto nel luglio 1945 e pubblicato nel 1946 in russo e in inglese. La teoria cinetica del trasporto fu presa in considerazione da Kirkwood nell'articolo ricevuto nell'ottobre 1945 e pubblicato nel marzo 1946, e negli articoli successivi. Il primo articolo di Born e Green considerava una teoria cinetica generale dei liquidi e fu ricevuto nel febbraio 1946 e pubblicato il 31 dicembre 1946.